# Холанн, Альф-Инге
Альф-Инге Расдаль Холанн (норв. Alf-Inge Rasdal "Alfie" Håland; род. 23 ноября 1972, Ставангер, Норвегия) — норвежский футболист, известный по выступлениям за «Лидс Юнайтед», «Ноттингем Форест» и сборную Норвегии. Участник чемпионата мира 1994 года.
Сын — нападающий английского «Манчестер Сити» Эрлинг Холанн.

## Клубная карьера
Холанн начал карьеру, выступая за клуб «Брюне» из первого дивизиона. На протяжении трёх сезонов Альф-Инге пытался помочь своей команде выйти в Типпелигу, но каждый раз «Брюне» оставался в шаге от заветной путёвки.
В 1993 году Холанн перешёл в английский «Ноттингем Форест» из Премьер-лиги. 6 февраля, в матче против «Лестер Сити», он дебютировал за «лесников». В своём первом сезоне в Англии Альф-Инге нечасто проходил в основу и был дублёром Стюарта Пирса и Колина Купера. По итогам сезона 1992/93 клуб выбыл из Премьер-лиги, но год спустя вернулся обратно.
В 1997 году Холанн перешёл в «Лидс Юнайтед». Сумма трансфера составила 1,6 млн фунтов. 9 августа, в поединке против «Арсенала», он дебютировал за новый клуб. С южноафриканцем Лукасом Радебе Альф-Инге составил одну из самых надёжных защитных линий в чемпионате. В сентябре того же года, в дерби против «Манчестер Юнайтед», в столкновении с Роем Кином, Холанн нанёс капитану «Юнайтед» травму. Альф-Инге подумал, что ирландец симулирует и призвал его подняться, но Кина унесли с поля на носилках и он восстанавливался почти год. В 2000 году Холанн перешёл в «Манчестер Сити». В апреле 2001 года в манчестерском дерби, Кин, не забывший о нанесённой травме, нанёс удар прямой ногой в правое колено норвежца, за что был удалён с поля. По итогам сезона «Сити» выбыл в Чемпионшип. Существует миф, согласно которому Холанн завершил карьеру из-за травмы, полученной после удара Кина, однако сам Альф-Инге это опровергает.

## Международная карьера
19 января 1994 года в товарищеском матче против сборной Коста-Рики Альф-Инге дебютировал за сборную Норвегии. В 1994 году Холанн был включен в заявку национальной команды на участие в чемпионате мира в США. На турнире он сыграл в матчах против сборных Мексики и Италии.

## Статистика

### Матчи Холанна за сборную Норвегии
| Матчи Холанна за сборную Норвегии | Матчи Холанна за сборную Норвегии | Матчи Холанна за сборную Норвегии | Матчи Холанна за сборную Норвегии | Матчи Холанна за сборную Норвегии | Матчи Холанна за сборную Норвегии |
| --------------------------------- | --------------------------------- | --------------------------------- | --------------------------------- | --------------------------------- | --------------------------------- |
| №                                 | Дата                              | Соперник                          | Счёт                              | Голы Холанна                      | Соревнование                      |
| 1                                 | 19 января 1994                    | Коста-Рика                        | 0:0                               | —                                 | Товарищеский матч                 |
| 2                                 | 22 мая 1994                       | Англия                            | 0:0                               | —                                 | Товарищеский матч                 |
| 3                                 | 1 июня 1994                       | Дания                             | 2:1                               | —                                 | Товарищеский матч                 |
| 4                                 | 19 июня 1994                      | Мексика                           | 1:0                               | —                                 | Чемпионат мира 1994               |
| 5                                 | 23 июня 1994                      | Италия                            | 0:1                               | —                                 | Чемпионат мира 1994               |
| 6                                 | 6 февраля 1995                    | Эстония                           | 7:0                               | —                                 | Товарищеский матч                 |
| 7                                 | 8 февраля 1995                    | Кипр                              | 2:0                               | —                                 | Товарищеский матч                 |
| 8                                 | 29 марта 1995                     | Люксембург                        | 2:0                               | —                                 | Чемпионат Европы 1996 (отбор)     |
| 9                                 | 26 апреля 1995                    | Люксембург                        | 5:0                               | —                                 | Чемпионат Европы 1996 (отбор)     |
| 10                                | 7 июня 1995                       | Мальта                            | 2:0                               | —                                 | Чемпионат Европы 1996 (отбор)     |
| 11                                | 22 июля 1995                      | Франция                           | 0:0                               | —                                 | Товарищеский матч                 |
| 12                                | 16 августа 1995                   | Чехия                             | 1:1                               | —                                 | Чемпионат Европы 1996 (отбор)     |
| 13                                | 15 ноября 1995                    | Нидерланды                        | 0:3                               | —                                 | Чемпионат Европы 1996 (отбор)     |
| 14                                | 7 февраля 1996                    | Испания                           | 0:1                               | —                                 | Товарищеский матч                 |
| 15                                | 27 марта 1996                     | Северная Ирландия                 | 2:0                               | —                                 | Товарищеский матч                 |
| 16                                | 24 апреля 1996                    | Испания                           | 0:0                               | —                                 | Товарищеский матч                 |
| 17                                | 2 июня 1996                       | Азербайджан                       | 5:0                               | —                                 | Чемпионат мира 1998 (отбор)       |
| 18                                | 1 сентября 1996                   | Грузия                            | 1:0                               | —                                 | Товарищеский матч                 |
| 19                                | 9 октября 1996                    | Венгрия                           | 3:0                               | —                                 | Чемпионат мира 1998 (отбор)       |
| 20                                | 10 ноября 1996                    | Швейцария                         | 1:0                               | —                                 | Чемпионат мира 1998 (отбор)       |
| 21                                | 29 марта 1997                     | ОАЭ                               | 4:1                               | —                                 | Товарищеский матч                 |
| 22                                | 30 мая 1997                       | Бразилия                          | 4:2                               | —                                 | Товарищеский матч                 |
| 23                                | 8 июня 1997                       | Венгрия                           | 1:1                               | —                                 | Чемпионат мира 1998 (отбор)       |
| 24                                | 20 августа 1997                   | Финляндия                         | 4:0                               | —                                 | Чемпионат мира 1998 (отбор)       |
| 25                                | 10 сентября 1997                  | Швейцария                         | 5:0                               | —                                 | Чемпионат мира 1998 (отбор)       |
| 26                                | 25 февраля 1998                   | Франция                           | 3:3                               | —                                 | Товарищеский матч                 |
| 27                                | 25 марта 1998                     | Бельгия                           | 2:2                               | —                                 | Товарищеский матч                 |
| 28                                | 27 мая 1998                       | Саудовская Аравия                 | 6:0                               | —                                 | Товарищеский матч                 |
| 29                                | 10 октября 1998                   | Словения                          | 2:1                               | —                                 | Чемпионат Европы 2000 (отбор)     |
| 30                                | 14 октября 1998                   | Албания                           | 2:2                               | —                                 | Чемпионат Европы 2000 (отбор)     |
| 31                                | 18 ноября 1998                    | Египет                            | 1:1                               | —                                 | Товарищеский матч                 |
| 32                                | 28 апреля 1999                    | Грузия                            | 4:1                               | —                                 | Чемпионат Европы 2000 (отбор)     |
| 33                                | 5 июня 1999                       | Албания                           | 2:1                               | —                                 | Чемпионат Европы 2000 (отбор)     |
| 34                                | 25 апреля 2001                    | Болгария                          | 2:1                               | —                                 | Товарищеский матч                 |

Итого: 34 матча / 0 голов; 21 победа, 10 ничьих, 3 поражения.